# Centre-Sud
Centre-Sud är en administrativ region i södra Burkina Faso, med gräns mot Ghana. Befolkningen uppgår till cirka 700 000 invånare och den administrativa huvudorten är Manga.

## Administrativ indelning
Regionen är indelad i tre provinser:
- Bazèga
- Nahouri
- Zoundwéogo

Dessa provinser är i sin tur indelade i sammanlagt 19 departement (dessa fungerar samtidigt som kommuner).